# Deadly Revenge – Das Brooklyn-Massaker
Deadly Revenge – Das Brooklyn Massaker (Alternativtitel: Deadly Revenge – Brennpunkt Brooklyn | Giustizia A Tutti I Costi)
ist ein US-amerikanischer Actionfilm von John Flynn aus dem Jahr 1991. Die Hauptrolle im Film spielt Steven Seagal.

## Handlung
Polizei-Detective Gino Felino dient im Drogendezernat der Polizei von New York City. Er wohnt in Brooklyn, die Scheidung von seiner Ehefrau Vicky läuft. Eines Tages wird, scheinbar ohne jeden Grund, sein bester Freund und Kollege Bobby Lupo von dem bekannten Drogendealer Richie Madano auf offener Straße und vor den Augen seiner Frau erschossen. Von Rachegefühlen erfüllt, macht sich Gino auf die Suche nach Richie, der außerdem ein alter Bekannter aus seiner Jugendzeit ist, um ihn zu töten. Richie ist aber inzwischen völlig durchgedreht und erschießt unter anderem eine völlig unbeteiligte Person, nur weil sie ihm lästig wurde. Daraufhin macht sich Richie zusammen mit drei Komplizen auf eine Vergnügungstour durch das Nachtleben von Brooklyn.
Gino prügelt sich auf der Jagd nach dem irren Kriminellen mit den auf ihn angesetzten Schlägern, wobei diese schwerste Verletzungen erleiden. Anschließend entwickelt sich die Verfolgung Richies zu einem Spießrutenlauf zwischen der Mafia, die früher mit Richie Geschäfte machte, der Bar, in der Richie sich oft rumtrieb, Richies Familie bis hin zu seiner Freundin, die Gino ermordet auffindet. Den Aufenthaltsort erfährt Gino zwar nicht, jedoch erfährt man bei einem Besuch bei Bobby Lupos Witwe Richies Motive. Bobby war korrupt und half Richie bei seinen kriminellen Geschäften. So hatte er Zugang zu seiner Welt und hatte schließlich auch eine Affäre mit Richies Freundin Roxanne. Als seine Frau davon erfuhr, schickte sie im Affekt Richie ein Bild der beiden in eindeutiger Pose, woraufhin Richie durchdrehte und beide umbrachte. Dann ließ er bei ihm das Foto zurück, das sie dann an sich nahm, um das Geschehene aus Schuldgefühl zu verschleiern und um sein Ansehen zu schützen.
Als Richie schließlich auch noch ein Überfallkommando zu Ginos Frau und seinem Kind schickt, in dessen Feuergefecht alle Gangster durch Gino den Tod finden, setzt Gino alles daran, Richie zur Strecke zu bringen. Er spürt ihn im Haus einer ehemaligen Prostituierten auf, in dem er mit seinen Komplizen und weiteren Gangstern eine Party feiert. Gino stürmt das Haus, erledigt alle, die sich ihm in den Weg stellen und es kommt zum entscheidenden Kampf. Da Richie – unter Drogen stehend – kein ernst zu nehmender Gegner ist, verprügelt Gino ihn zunächst nur mit seinen Fäusten und verschiedenen Gegenständen, um ihn etwas leiden zu lassen. Am Ende tötet Gino Richie, indem er ihm einen Korkenzieher in den Kopf rammt.
Ein paar Mafiosi, die ebenfalls Richies Tod wollen, darunter einer, der Gino schon lange persönlich kennt, kommen unmittelbar, nachdem Richie gestorben ist, im Haus der Ex-Prostituierten an. Gino einigt sich mit dem Mafioso dahingehend, dass dieser die Lorbeeren für alles ernten darf, wenn er dafür Richies Leiche verschwinden lässt.
Später ist zu sehen, wie sich Gino wieder mit seiner Frau versöhnt hat und mit ihr einen Ausflug zum Hafen macht. Dort bemerkt er ein Auto, aus dem am Tag zuvor ein herzloser Mensch während der Fahrt einen Hundewelpen geworfen hat. Als Gino den Fahrer zur Rede stellt und dieser handgreiflich wird, bekommt er von Gino einen gezielten Tritt in die Genitalien. In der Schlussszene sieht man, wie der inzwischen von Gino adoptierte Hundewelpe dem am Boden liegenden Fahrer ins Gesicht uriniert und Gino nennt ihn bereits jetzt einen Polizeihund.

## Kritiken
Richard Harrington schrieb in der Washington Post (17. April 1991), der Film wirke trotz des hohen Budgets billig. Einige Elemente der Handlung sollen die sanfte Seite von Seagal zeigen, was nicht richtig gelinge. Die Charaktere der Helfer von Madano seien von „B-Darstellern“ gespielt.

„Aufwändiger und technisch vorzüglicher, aber in seiner rohen Rache-Mentalität widerwärtiger Reißer, der nicht zuletzt durch rigorose Kürzungen nur noch auf die selbstzweckhafte Gewalttätigkeit zugeschnitten ist.“

## Hintergründe
Das Einspielergebnis des Films in den US-Kinos betrug 39,7 Millionen US-Dollar während seine Produktion 14 Millionen Dollar kostete.
Der Soundtrack No Sleep Till Brooklyn von den Beastie Boys gilt noch heute als Kultsong.
Die seit 1991 bestandene Indizierung wurde im November 2016 aufgehoben. Nach einer Neuprüfung durch die FSK wurde die ungekürzte Fassung ab 18 Jahren freigegeben.